# Prowincja Ōmi
Prowincja Ōmi (jap. 近江国 Ōmi-no-kuni), zwana również Gōshū (jap. 江州) – historyczna prowincja w Japonii, obecnie prefektura Shiga. 

Prowincja Ōmi

Była to jedna z prowincji okręgu Tōsandō. 
W centralnej części tej byłej prowincji, a obecnej prefektury, znajduje się największe jezioro Japonii, Biwa.
Stolica prowincji leżała nieopodal Ōtsu, również była głównym zamkiem.

## Galeria

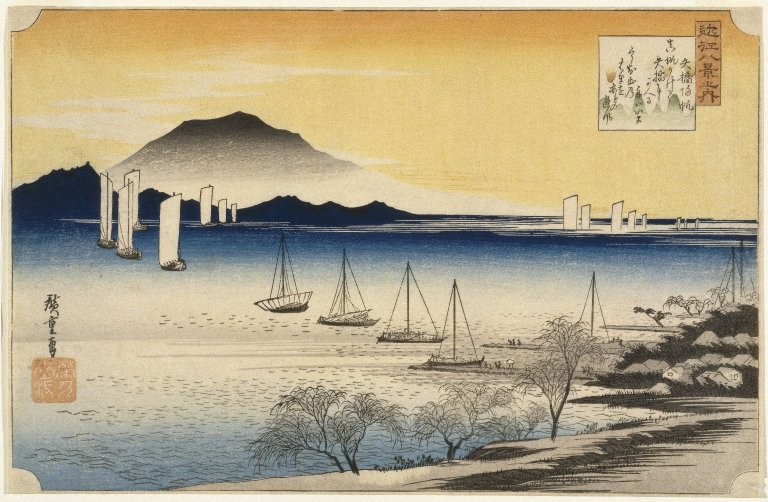
Hiroshige Andō (1797-1858), Powracające żagle w Yabase (ze zbioru „Osiem widoków prowincji Ōmi”)